# Titelbalk

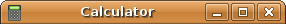
De titelbalk van de rekenmachine in GNOME in Ubuntu (2008)

De titelbalk van een computerprogramma is het gedeelte van het venster waarin de titel van het venster wordt weergegeven. De meeste grafische besturingssystemen en windowmanagers plaatsen de titelbalk bovenaan het venster van de applicatie als een horizontale balk.
De standaard tekst van een titelbalk bevat vaak de naam van de applicatie en/of de ontwikkelaar ervan. Bepaalde selecties in menu's, toetsaanslagen, parameters of opdrachtregelopties kunnen de tekst in de titelbalk veranderen. De meeste webbrowsers tonen de inhoud van de <title></title> hml-elementen in de titelbalk, vaak voorafgegaan of gevolgd door de naam van de applicatie.
De titelbalk bevat vaak icoontjes voor opdrachten met betrekking tot het venster, zoals het maximaliseren, minimaliseren en sluiten en het kan andere zaken bevatten, zoals een icoon van de applicatie, een klok, etc. In Windows staat er —□×, of hetzelfde met het vierkant vervangen door twee kleine vierkantjes. De "—" is voor minimaliseren (vervangen door een icoontje op de taakbalk), de ‘×’ voor sluiten, en het middelste icoontje voor het wisselen tussen het hele scherm gebruiken en een gekozen gedeelte.

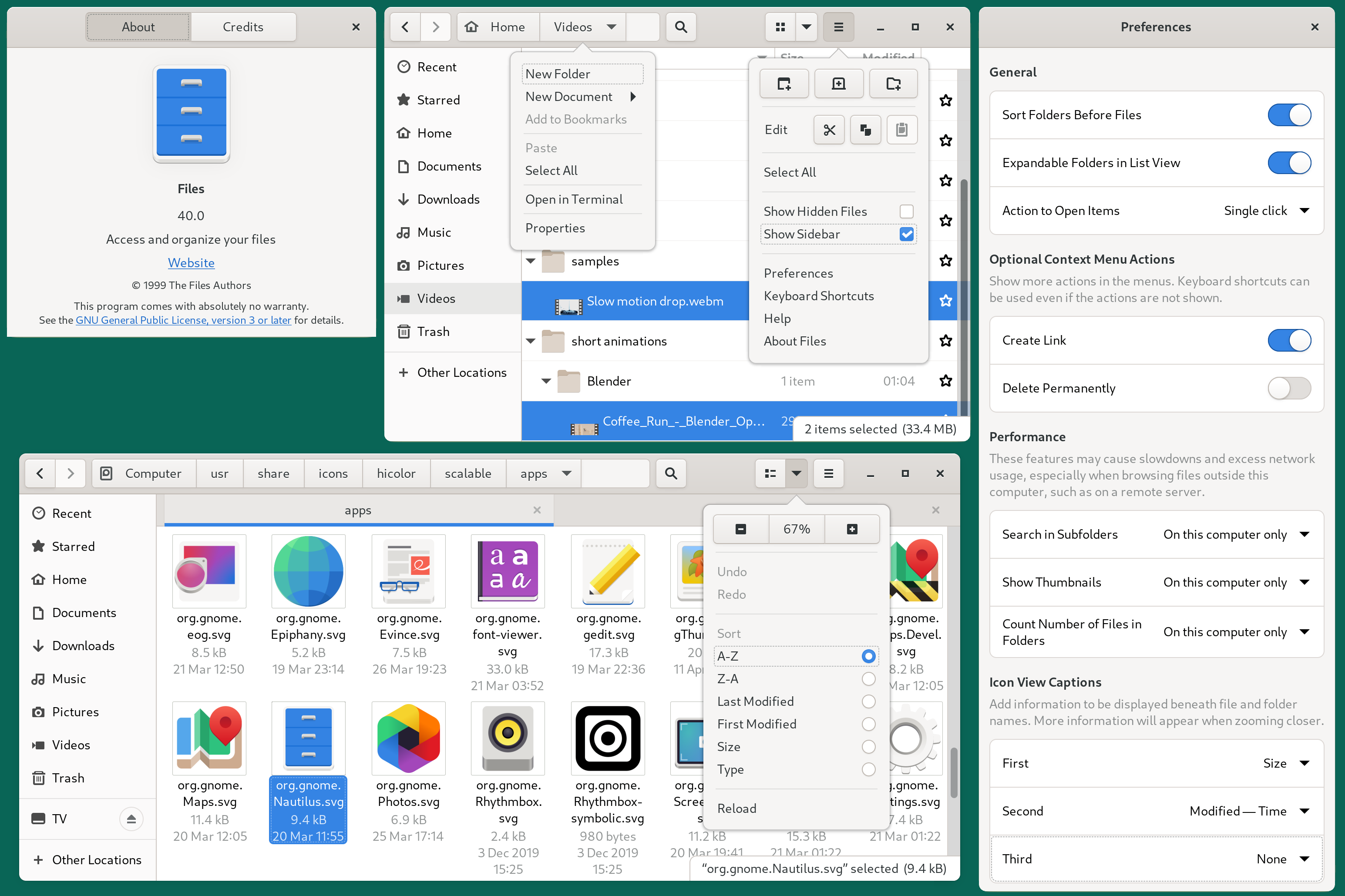
GNOME Bestanden met CSD (2021)

Een nieuwer concept is client-side decoration (CSD), waarbij programma's hun titelbalken aanleveren en eventueel eigen functionaliteit kunnen toevoegen.
In veel grafische gebruikersomgevingen, waaronder die van Apple Macintosh en Microsoft Windows, kan de gebruiker een venster verplaatsen door op de titelbalk van een venster te klikken en deze te slepen naar een andere locatie.